# Château de Laugerie
Le château de Laugerie est un château situé à Feytiat, en France.

## Localisation
Le château est situé dans le département français de la Haute-Vienne, sur la commune de Feytiat.

## Historique
Le château date de la fin XVIIe siècle et du début XVIIIe siècle.
L'édifice est inscrit au titre des monuments historiques le 16 mai 1979.